# Anywhere I Lay My Head
Anywhere I Lay My Head — дебютный студийный альбом актрисы Скарлетт Йоханссон, выпущенный 20 мая 2008 года.

## Об альбоме
Продюсером альбома выступил Дэвид Ситэк (участник группы TV on the Radio). Том Уэйтс является автором почти всех песен этого альбома. Скарлетт Йоханссон и Дэвид Ситэк совместно написали Song for Jo. В записи двух песен: Falling Down и Fannin Street принял участие Дэвид Боуи.
Альбом получил противоречивые оценки музыкальных критиков. Так, музыкальный журнал NME поставил ему 8 из 10, в то время как The Times — 1 из 5.
Anywhere I Lay My Head дебютировал на 126-м месте в хит-параде американского журнала Billboard с тиражом в 5100 копий.

## Список композиций
1. "Fawn" – 2:32
2. "Town with No Cheer" - 5:03
3. "Falling Down" – 4:55
4. "Anywhere I Lay My Head" – 3:38
5. "Fannin Street" – 5:06
6. "Song for Jo" – 4:09
7. "Green Grass" – 3:33
8. "I Wish I Was in New Orleans" – 3:59
9. "I Don't Wanna Grow Up" – 4:11
10. "No One Knows I'm Gone" – 2:57
11. "Who Are You" – 4:49

iTunes Bonus tracks
1. "Yesterday Is Here" - 2:44
2. "I'll Shoot The Moon" - 4:11

## Чарты
| Чарт (2008)                         | Высшая позиция |
| ----------------------------------- | -------------- |
| Австралия (Hitseekers Albums, ARIA) | 9              |
| Австрия (Ö3 Austria)                | 25             |
| Бельгия/Фландрия (Ultratop)         | 30             |
| Бельгия/Валлония (Ultratop)         | 45             |
| European Albums (Billboard)         | 27             |
| Франция (SNEP)                      | 26             |
| Германия (Offizielle Top 100)       | 30             |
| Ирландия (IRMA)                     | 65             |
| Шотландия (Scottish Albums Chart)   | 71             |
| Испания (PROMUSICAE)                | 77             |
| Швеция (Sverigetopplistan)          | 27             |
| Швейцария (Schweizer Hitparade)     | 15             |
| Великобритания (UK Albums Chart)    | 64             |
| США (Billboard 200)                 | 126            |